# Earl E. Rosenthal
Earl Edgar Rosenthal (Milwaukee, 26 de agosto de  1921-Santa Bárbara, California, 13 de septiembre de 2007) fue un historiador del arte y profesor universitario estadounidense, especialista en arte español.

## Biografía
Licenciado en artes por la Universidad de Wisconsin–Milwaukee (1943), al finalizar sus estudios se incorporó para cumplir el servicio militar durante la Guerra Mundial en la reserva naval, donde permaneció hasta 1946. Se doctoró en Historia del arte en la Universidad de Nueva York (1953), manifestando ya sus inclinaciones y preferencias por el arte y la arquitectura del renacimiento español con una tesis sobre la Catedral de Granada. Al año siguiente accedió a una plaza como profesor asistente en la Universidad de Chicago, para ser profesor titular de Historia del arte en los años 1960.
Como historiador del arte, fue reconocido por la difusión del renacimiento europeo en Estados Unidos, centrado en especial en España y, en menor medida, en Italia. Del periodo renacentista italiano fue un experto en el conjunto de la obra de Miguel Ángel, y quien descubrió que la escultura del Moisés de Miguel Ángel tuvo, como destino inicial, formar parte de la tumba de Julio II. Obtuvo una beca Guggenheim en 1963, dos años después de publicar su tesis en la Princeton University Press y fue galardonado en España con la Medalla de Oro al mérito en las Bellas Artes en 1989.
Académico Honorario de la Real Academia de Bellas Artes de Granada.

## Obras
- The Cathedral of Granada: A Study in the Spanish Renaissance (1961), traducido al español como La Catedral de Granada: un estudio del Renacimiento Español por la Universidad de Granada (ISBN 9788433811042)
- The Palace of Charles V in Granada (1985), publicado en español como El Palacio de Carlos V en Granada en 1988 por Alianza Editorial (ISBN 8420690407)